# Oskar Lange

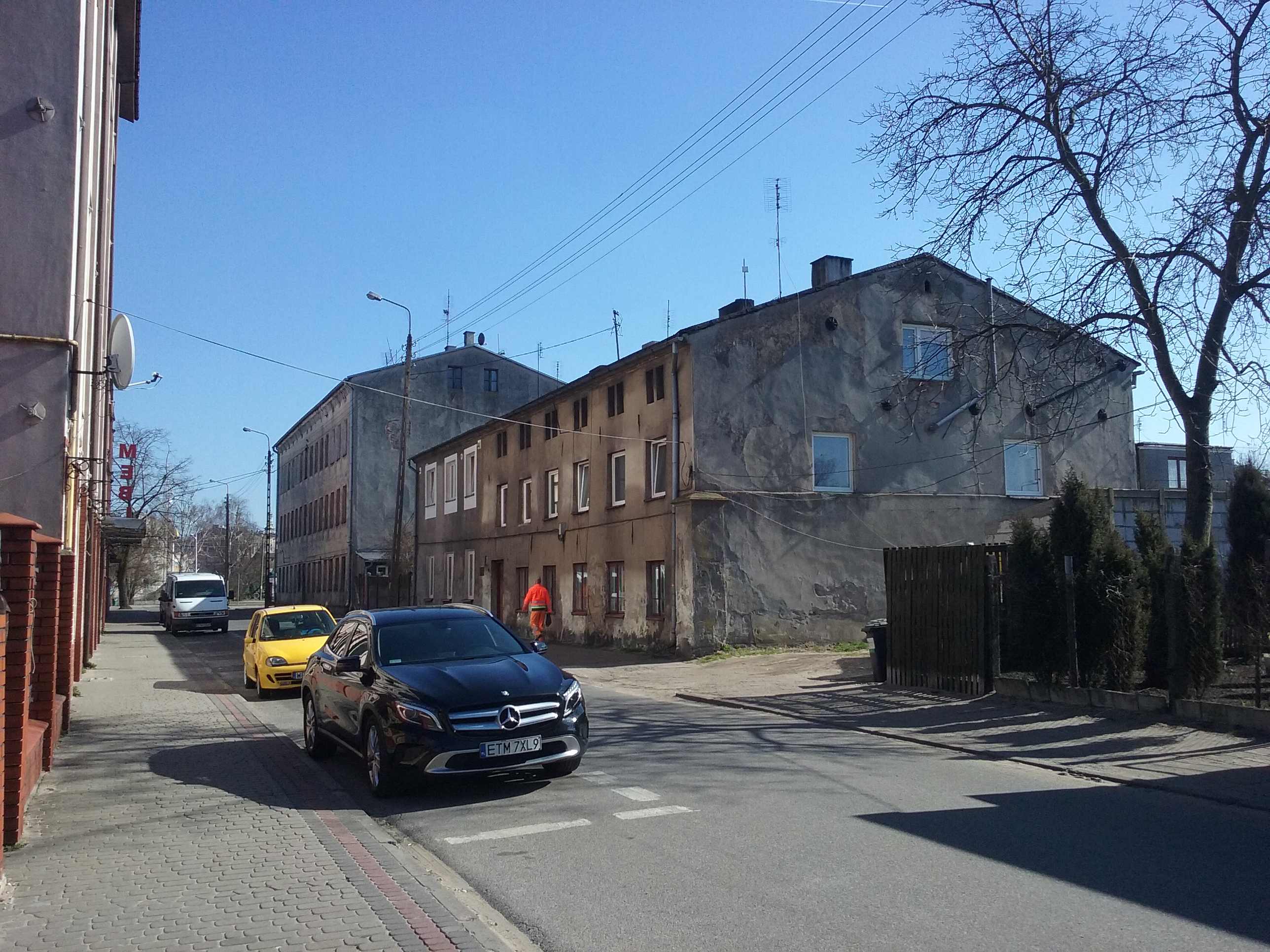
Tomaszów Mazowiecki, Farbiarska 7. Dom, w którym urodził się i dorastał Oskar Lange

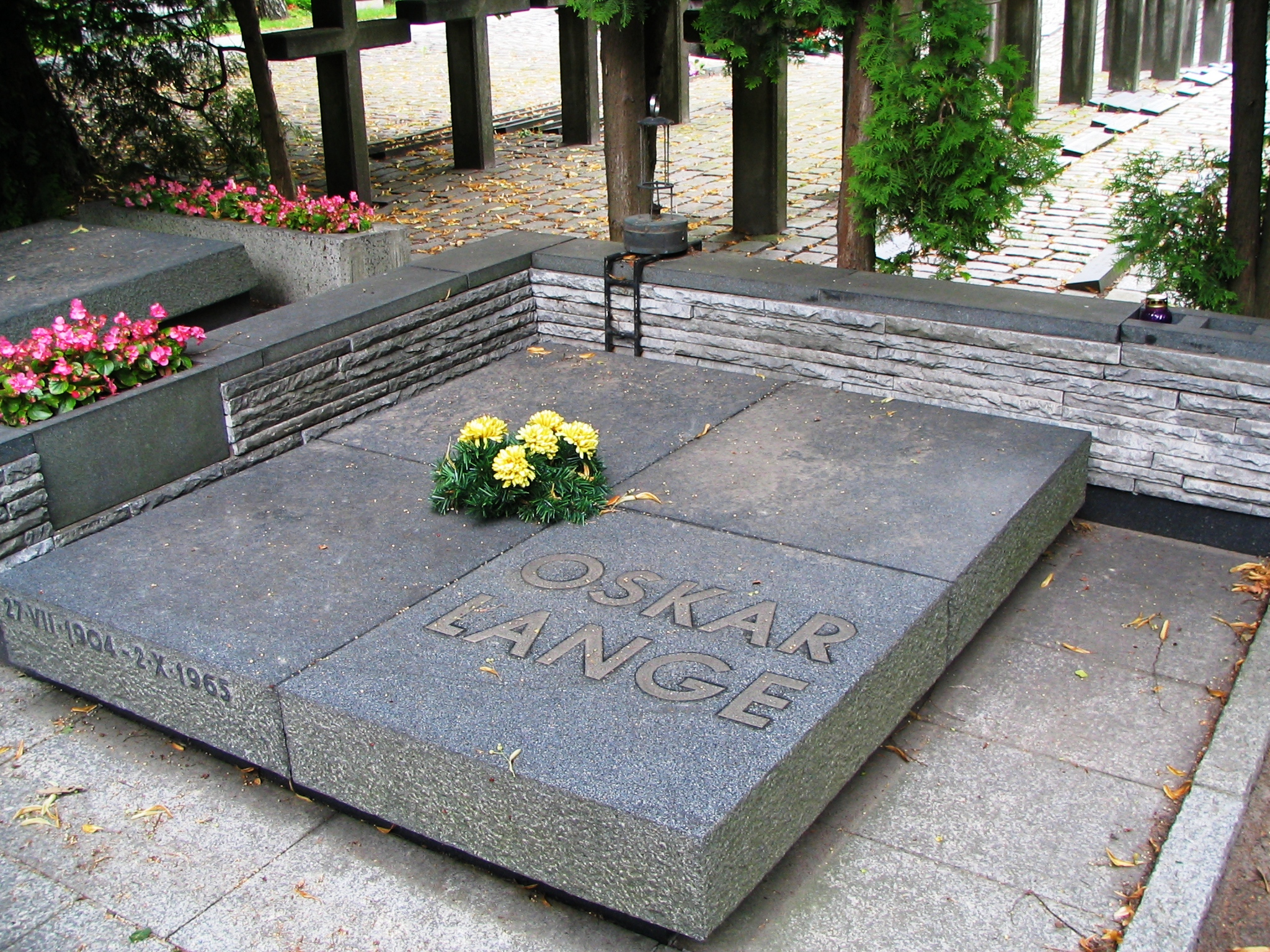
Grób Oskara Langego na cmentarzu Wojskowym na Powązkach w Warszawie

Oskar Ryszard Lange (ur. 27 lipca 1904 w Tomaszowie Mazowieckim, zm. 2 października 1965 w Londynie) – polski ekonomista i polityk komunistyczny, członek Komitetu Centralnego PZPR, poseł na Sejm Ustawodawczy oraz na Sejm PRL I, II, III i IV kadencji, członek (1955–1957) i zastępca przewodniczącego (1957–1965) Rady Państwa. Agent wywiadu INU NKGB. Budowniczy Polski Ludowej.

## Życiorys

### W II Rzeczypospolitej
Syn Artura Juliusza (przemysłowca) i Sophie Albertine z Rosnerów. Miał siostrę Martę po mężu Wojciechowską. W 1912 rozpoczął edukację w Szkole Handlowej Kupiectwa Łódzkiego, a następnie w Gimnazjum Filologicznym w Tomaszowie Mazowieckim. W ciągu lat 1922–1926 przez rok studiował na Uniwersytecie Poznańskim i przez dwa lata na Uniwersytecie Jagiellońskim. W 1928 obronił rozprawę pt. Konjunktura w życiu gospodarczem Polski 1923–1927, uzyskując stopień naukowy doktora. W 1931 przedstawił na Uniwersytecie Jagiellońskim swoją pracę habilitacyjną Statystyczne badania koniunktury gospodarczej. Studiował również na uniwersytecie w Londynie.
W latach 1926–1937 był pracownikiem naukowym Uniwersytetu Jagiellońskiego, gdzie zajmował się teorią statystyki. Z ruchem socjalistycznym związany był od 1918. Był jednym z najbardziej aktywnych działaczy Związku Niezależnej Młodzieży Socjalistycznej. Od 1927 był członkiem Polskiej Partii Socjalistycznej.

### Za granicą
W Stanach Zjednoczonych i Wielkiej Brytanii przebywał w latach 1934–1936 jako stypendysta. W 1936 na krótko wrócił na katedrę statystyki do Krakowa, a w 1937 ponownie wyprowadził się do Stanów Zjednoczonych. Trafił na Uniwersytet Kalifornijski, a następnie na Uniwersytet Stanforda. W latach 1938–1945 wykładał na Uniwersytecie Chicagowskim. W czasie swojego pobytu w Ameryce kontaktował się z emigracyjną PPS, jak i amerykańskim ruchem socjalistycznym. Jako przedstawiciel PPS był wiceprezesem Zarządu Głównego Amerykańskiego Związku Wyzwolenia Polski. W 1941 przedstawił Gospodarcze podstawy demokracji w Polsce.
W depeszach wywiadu sowieckiego NKGB/NKWD, rozszyfrowanych w ramach Projektu Venona, występuje jako agent wpływu o pseudonimie Friend (ang. Przyjaciel), zwerbowany do współpracy przez Bolesława Geberta, agenta wywiadu sowieckiego INO NKWD/NKGB. W 1943 uczestniczył w kampanii na rzecz współpracy polsko-radzieckiej. Współorganizował Ligę Kościuszkowską i Amerykańsko-Polskie Rady Robotnicze. W 1944 na zaproszenie Związku Patriotów Polskich przyleciał do Moskwy, gdzie spotkał się z Józefem Stalinem. Po powrocie do Stanów Zjednoczonych spotkał się z prezesem Rady Ministrów Stanisławem Mikołajczykiem i poinformował o przebiegu misji w ZSRR prezydenta USA Franklina Delano Roosevelta.
W lipcu 1945 mianowany przez Tymczasowy Rząd Jedności Narodowej na funkcję ambasadora w Stanach Zjednoczonych, misję pełnił do stycznia 1947. Następnie do grudnia tego samego roku był delegatem przy Organizacji Narodów Zjednoczonych i jej Radzie Bezpieczeństwa.

### W Polsce Ludowej
Należał do Rady Naczelnej PPS w kraju (1945–1948), Centralnego Komitetu Wykonawczego PPS (1947–1948) i Komisji Politycznej CKW PPS (1948). W 1947 został wybrany na korespondenta Polskiej Akademii Nauk. Od 1948 do końca życia był członkiem Polskiej Zjednoczonej Partii Robotniczej i jej Komitetu Centralnego.
W 1948 kierował Biurem Studiów CKW PPS. W 1949 uzyskał tytuł profesora zwyczajnego nauk ekonomicznych, od 1952 był członkiem rzeczywistym Polskiej Akademii Nauk. Po śmierci Stalina wygłosił apologetyczny referat „Ostatni wkład Józefa Stalina do ekonomii politycznej”.
W latach 1949–1950 prezes zarządu Centralnego Związku Spółdzielczego. W latach 1949–1956 był profesorem, a w latach 1952–1955 rektorem Szkoły Głównej Planowania i Statystyki w Warszawie. W latach 1952–1963 pracownik naukowy PAN. Zasiadał w Centralnej Komisji Kwalifikacyjnej dla Pracowników Nauki. W latach 1955–1957 członek, a następnie do śmierci w 1965 zastępca przewodniczącego Rady Państwa. Zasiadał też w Ogólnopolskim Komitecie Frontu Jedności Narodu. Zaliczany do byłych członków PPS zbliżonych do „puławian” podczas walki o władzę w kierownictwie PZPR w latach pięćdziesiątych. Od 1956 roku był profesorem Uniwersytetu Warszawskiego, w latach 1957–1963 przewodniczącym Rady Ekonomicznej, a w latach 1957–1959 przewodniczącym Europejskiej Komisji Gospodarczej ONZ. Był doradcą ekonomicznym rządu Indii (1955–1956) i Cejlonu (1959).
Od 1947 roku był posłem kolejno na Sejm Ustawodawczy oraz Sejm PRL I, II, III i IV kadencji. Pełnił liczne funkcje w parlamencie – był przewodniczącym Związku Parlamentarnego Polskich Socjalistów (1948), przewodniczącym Klubu Poselskiego PZPR (1948–1952), przewodniczącym Komisji Spraw Zagranicznych (1949–1952), przewodniczącym Komisji Planu Gospodarczego i Budżetu (1951–1952), przewodniczącym Komisji Budżetowej (1952–1955), przewodniczącym Komisji Finansowo-Budżetowej (1955–1956) i przewodniczącym Komisji Planu Gospodarczego, Budżetu i Finansów (1957–1961). W 1962 roku został pierwszym prezesem Polskiego Towarzystwa Cybernetycznego. Od marca 1965 do śmierci w październiku tegoż roku był prezesem Zarządu Głównego Polskiego Towarzystwa Ekonomicznego.
Zajmował się ekonomią polityczną, statystyką, ekonometrią i cybernetyką ekonomiczną. Obok Michała Kaleckiego był jednym z niewielu polskich ekonomistów cenionych na Zachodzie. Autor m.in. książek: Wstęp do ekonometrii (1958), Ekonomia polityczna (tom I 1959, tom II 1965), Całość i rozwój w świetle cybernetyki (1962), Optymalne decyzje (1964), Wstęp do cybernetyki ekonomicznej (1964). 
Zmarł w Londynie, pochowany w Alei Zasłużonych na cmentarzu Wojskowym na Powązkach w Warszawie (kwatera A 28-Tuje-16/17).

## Model Langego
W 1936 Oskar Lange opracował model ekonomiczny, nazwany później „modelem Langego” lub „modelem Langego–Lernera”. Był to neoklasyczny model ekonomiczny opisujący hipotetyczną gospodarkę socjalistyczną. Opierał się on na publicznej własności środków produkcji oraz metodzie prób i błędów w ustalaniu celów produkcyjnych, dążąc do osiągnięcia równowagi gospodarczej i efektywności w sensie Pareto. W modelu tym państwo posiada wszystkie czynniki produkcji poza pracą, a planujące organy wykorzystują symulacje rynkowe do alokacji dóbr konsumpcyjnych i finalnych.

## Stosunek do austriackiej szkoły ekonomicznej
Oskar Lange krytykował austriacką szkołę ekonomiczną. Odrzucał on całkowicie pojęcie racjonalności w misesowskim znaczeniu. Celowość działań, jego zdaniem, nie zawsze świadczy o racjonalności. Ponadto sądził, że Ludwig von Mises zawęża definicję prakseologii, gdyż utożsamiał ją wyłącznie z ekonomią.

## Życie prywatne
Dwukrotnie żonaty. Pierwszą żoną była Irena Alicja z domu Oderfeld (1906–1999) – córka Henryka Oderfelda, przemysłowca, działacza społecznego i dobroczynnego narodowości żydowskiej. Z tego małżeństwa miał syna Christophera Stephena (ur. 1940). Drugą żoną była Felicja Marta z domu Augspach (1922–2009) – córka Alfreda Augspacha, lekarza, oficera WP i dyrektora szpitala miejskiego w Tomaszowie Mazowieckim. Z drugiego małżeństwa miał córkę Monikę.

## Ordery i odznaczenia
- Order Budowniczych Polski Ludowej (1964)[21]
- Krzyż Komandorski Orderu Odrodzenia Polski (19 lipca 1946)[22]
- Medal 10-lecia Polski Ludowej (14 stycznia 1955)[23]
- Krzyż Wielki Orderu Lwa Finlandii (1964)[24]

## Nagrody i wyróżnienia
- Nagroda Państwowa I stopnia za całość działalności naukowej w dziedzinie ekonomii statystyki matematycznej (1955)[25]
- tytuł doktora honoris causa Uniwersytetu Jagiellońskiego (1964)
- Nagroda Państwowa I stopnia z okazji 20-lecia Polski Ludowej (22 lipca 1964)[26]

## Upamiętnienie i pozbawienie honorowania

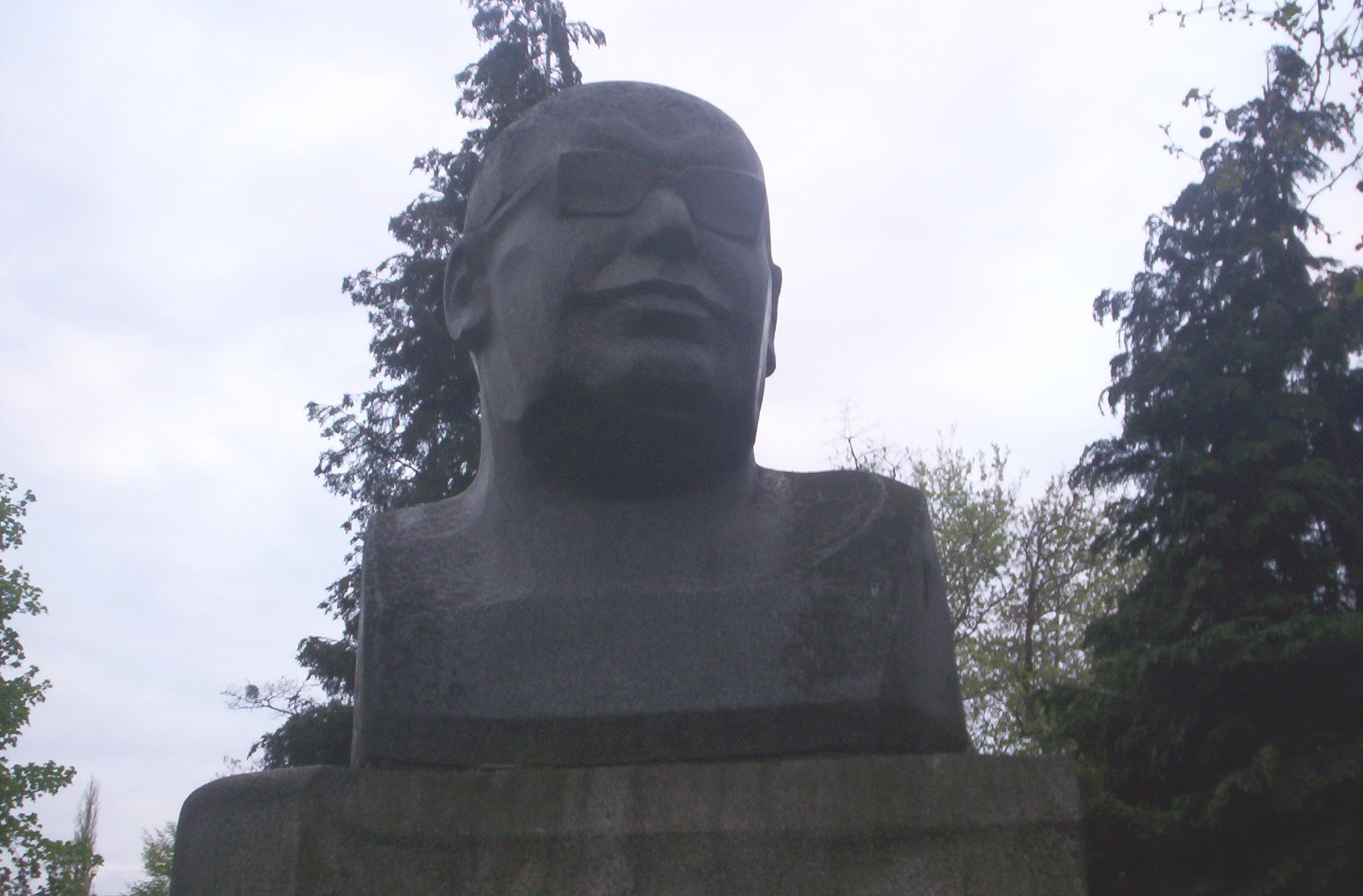
Popiersie Langego w kampusie Uniwersytetu Ekonomicznego we Wrocławiu

### Nazewnictwo
Jego imieniem zostały nazwane m.in. pomieszczenia:
- główna aula Szkoły Głównej Handlowej w Warszawie,
- reprezentacyjna sala na Wydziale Nauk Ekonomicznych Uniwersytetu Warszawskiego.

Do czasu wejścia w życie ustawy dekomunizacyjnej z 1 kwietnia 2016 imieniem Oskara Langego nazwane były ulice w:
- Warszawie (zmieniona na ulicę Tomasza Arciszewskiego[28]),
- Częstochowie (zmieniona w 2017 roku na ulicę Żołnierzy Niezłomnych),
- Siedlcach (zmieniona na ulicę Krystyny Osińskiej),
- Koszalinie (zmieniona w 2017 roku na ulicę Bukową),
- Jeleniej Górze (zmieniona w 2017 roku na ulicę św. Jadwigi Śląskiej),
- Bydgoszczy (zmieniona w 2017 roku na ulicę mjr. Jana Henryka Żychonia)[29],
- Jaworznie (zmieniona w 2017 roku na ulicę gen. Feliksa Kamińskiego),
- rodzinnym Tomaszowie Mazowieckim (zmieniona po konsultacjach społecznych w 2017 roku na ulicę Wandy Panfil), był tam również uwzględnianym w nazwie patronem kopalń surowców mineralnych „Biała Góra”,
- Katowicach (zmieniona w 2017 roku na ulicę ks. Wiktora Matejczyka)[30],
- Siemianowicach Śląskich (zmieniona w 2016 na ulicę Mikołaja Reja)[31].

Oskar Lange był patronem także techników ekonomicznych w: Gdyni, Kielcach, Szczecinie, Zielonej Górze, Bytomiu, Chorzowie, Wodzisławiu Śląskim, Ciechanowie (do marca 2015), Elblągu, Grudziądzu (do 2018), Mogilnie, Nowym Sączu (do 2016), Siedlcach, Zamościu i Zawierciu oraz Zespołu Szkół Handlowych w Poznaniu (do 2006).
Imię Oskara Langego nosiła także Akademia Ekonomiczna we Wrocławiu, do czasu przekształcenia się w Uniwersytet Ekonomiczny we Wrocławiu.

### Inne formy
W 1966 Polskie Towarzystwo Ekonomiczne ustanowiło Nagrodę Naukową im. Oskara Langego. Nagrody były przyznawane przez PTE co dwa lata za wydane w tym okresie prace indywidualne lub zbiorowe stanowiące wybitne osiągnięcia w dziedzinie ekonomii politycznej, statystyki, ekonometrii i cybernetyki ekonomicznej. Po raz pierwszy przyznano nagrody w 1966 roku. Przyznawano pierwszą nagrodę w kwocie 25 tys. zł, dwie drugie po 15 tys. zł, trzy trzecie po 10 tys. zł i trzy wyróżnienia po 5 tys. zł. 
W 1974 na terenie kampusu Akademii Ekonomicznej we Wrocławiu postawiono pomnik Oskara Langego.
W 2004, z okazji setnej rocznicy urodzin Oskara Langego, w Pałacu Staszica w Warszawie zorganizowano międzynarodową konferencję naukową Współczesne modele gospodarki a myśl Oskara Langego.

## Związki z wywiadem NKGB (NKWD) ZSRR
W 2010 powstał film dokumentalny pt. New Poland w reżyserii Roberta Kaczmarka i Grzegorza Brauna, który porusza wątek pracy Oskara Langego oraz Bolesława Geberta dla wywiadu radzieckiego podczas ich działalności w Stanach Zjednoczonych Ameryki.